# Monumento a la Gloria (Santiago de Chile)
El Monumento a la Gloria o también conocido como el Monumento de la Colonia Francesa al Centenario de la Independencia de Chile, es un monumento conmemorativo ubicado en el Parque Forestal, en el Barrio Bellas Artes de Santiago de Chile, frente al Museo Nacional de Bellas Artes de Chile. Fue diseñada en conjunto por el escultor chileno Guillermo Córdova y el arquitecto francés, Henri Grossin. Inaugurado en 1910, fue donado por la comunidad francesa en Chile con motivo de las celebraciones del Centenario del país.

## Historia
La obra fue financiada por la diáspora francesa residente en Chile, quienes financiaron la creación de un monumenta. Su diseño y construcción fue mediante una licitación pública, la cual fue adjudicada al escultor Guillermo Córdova y al escultor Henri Grossin. Este monumento formó parte de una serie de monumentos conmemorativos donados por diferentes colonias extranjeras residentes en el país, como conmemoración de los cien años de vida independiente de la nación chilena. 
En 2021, el Consejo de Monumentos Nacionales de Chile (CMN) rechazó una propuesta de crear un edificio sumergido o subterráneo frente al Museo de Bellas Artes, en el Parque Forestal, para ser sede del Museo de Arte Contemporáneo. Una de las razones esgrimidas, fue que "no considera una propuesta de nuevo emplazamiento para el Monumento Público Colonia Francesa".

## Iconografía
El monumento consta de una columna de tipo obelisco en roca verde que contiene diferentes figuras ornamentales talladas sobre ella. 
Asimismo, se encuentra apegada al obelisco una escultura hecha en bronce de un ángel femenino sobre un pedestal, con el torso desnudo y mirando al cielo mientras sostiene en su mano derecha con el brazo extendido en alto, una corona triunfal y en su mano izquierda una  paleta de pintor.
Es bien conocida la representación clásica de Niké, la diosa de la victoria. Se la representaba como una escultura alada que también observaba cualquier virtud en la música o en la poesía.
Sobre ella se encuentra una imagen del escudo nacional de Chile tallada en piedra con diferentes decoraciones también talladas. En las esquinas de la base que la sostiene se encuentran dos figuras talladas en piedra de cascos antiguos de soldado de tipo romano.
 Por sobre el ángel se ubica una cabeza de mujer que puede ser interpretada como una Marianne, la personificación femenina de la República Francesa. 
El conjunto representa al genio latino de Francia en la forma de una mujer, cuyo desnudo, adosado al monumento, enfrentando al Palacio de Bellas Artes, tiene la gracia de la danza y la potencia de una matriarca fecunda.
Del mismo modo, los artistas intentaron plasmar una concordancia con los valores republicanos de la Revolución francesa. Dentro de la animalística de la obra, destacan las esculturas idénticas de toros en su base que circundan todo el obelisco. También se encuentra una escultura de un gallo galo quien se encuentra de pie sobre elementos de soldados pertenecientes al pueblo galo.